# Ringbuch

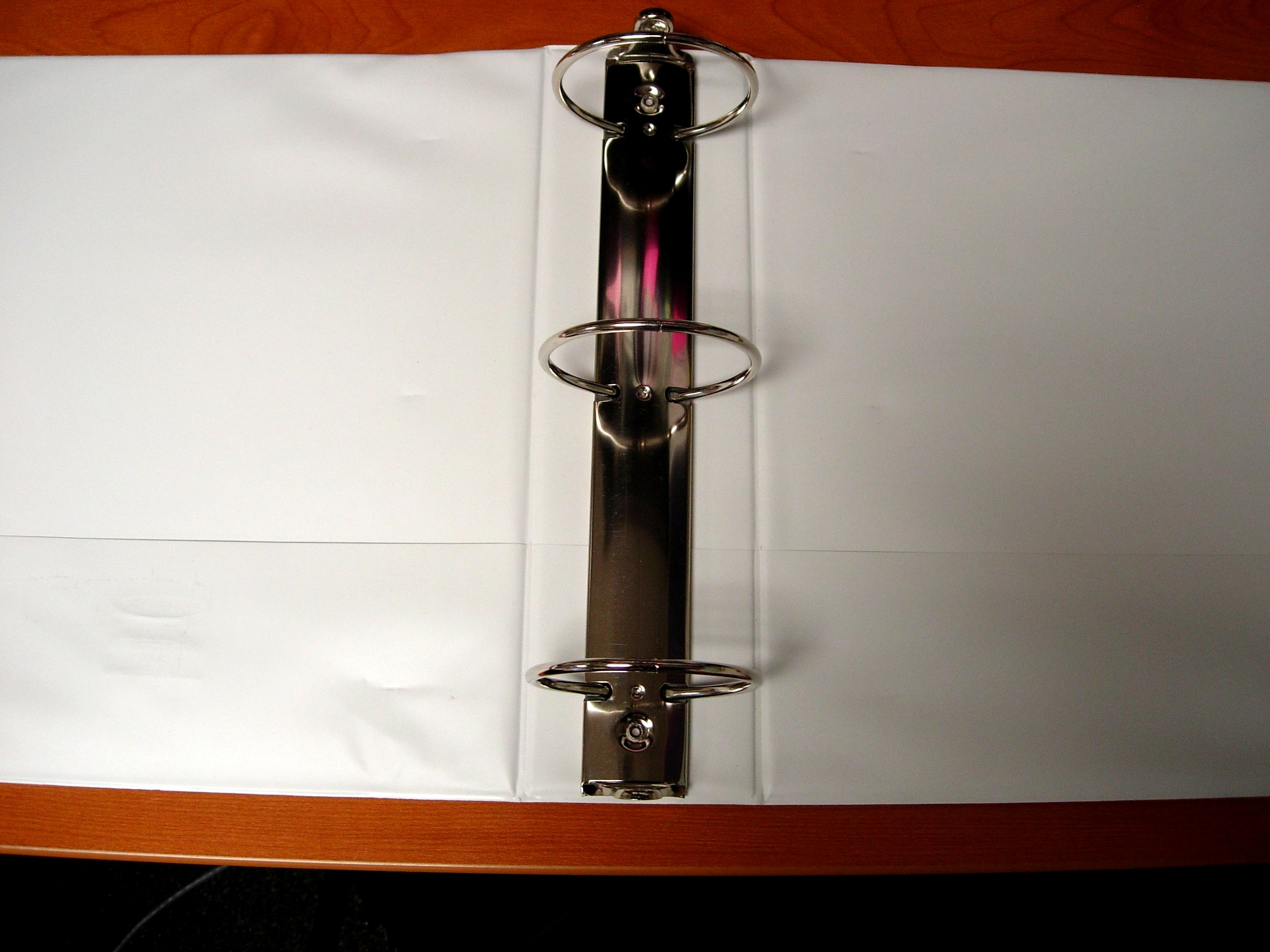
Ringbuch mit drei Ringen

Ringbücher binden gelochte Seiten mit Hilfe einer Ringmechanik. Mehrere der Metallringe lassen sich gleichzeitig öffnen, so dass einzelne Blätter entnommen oder eingefügt werden können. Wichtigste Anwendungsfelder sind Ringbücher, Aktenordner und (persönliche) Organizer. Andere Varianten von Papierhaltemöglichkeiten, die Ringe längs zum Rücken verwenden (Book-by-Book-Systeme) werden nicht als Ringbuch bezeichnet.

## Materialien
Ringbücher werden aus verschiedenen Materialien hergestellt, die wichtigsten sind:
Cellophaniert
Diese Ringbücher bestehen aus einer einteiligen Graupappe, einem bedruckten Papierbogen und dünner PP-Folie. Bei diesen Ringbüchern wird die Graupappe mit dem bedruckten und mit der dünnen PP-Folie cellophaniert. Diese cellophanierte Pappe wird dann noch zweimal genutet, damit ein Rücken entsteht und man das Buch später wieder öffnen und schließen kann. In diese Ringbuchdecke (so nennt man ein fast fertiges Ringbuch ohne Mechanik) wird nun die passende Ringbuch- oder Ordnermechanik eingenietet. Diese Ringbücher sind auch gut als Werbeträger zu verwenden, da man die Papierbögen im Offsetdruck bedrucken kann.
Aus PVC-Weichfolie
Diese Ringbücher bestehen aus Graupappe und PVC-Weichfolie. Bei diesen Ringbüchern wird die PVC-Folie um die Graupappe geschweißt. Die Graupappe besteht aus den drei Teilen Vorderdeckel, Rücken und Rückendeckel. Durch die Verschweißung entstehen nun drei miteinander verschweißte Teile. In diese Ringbuchdecke wird nun noch die passende Ringbuch- oder Ordnermechanik eingenietet. Für Werbezwecke kann man diese Ringbücher auch individuell bedrucken. Mögliche Druckvarianten sind: Siebdruck, Offsetdruck (bei hohen Stückzahlen) und Prägedruck.
Aus PP-Vollkunststoff
Ringbücher aus PP-Vollkunststoff werden aus PP-Platten produziert. Diese Platten gibt es in verschiedenen Stärken und Qualitäten. Sie werden zweimal gerillt, damit wieder die drei Teile Vorderdeckel, Rücken und Rückendeckel entstehen. In diese Ringbuchdeckel wird dann wieder die passende Ringbuch- oder Ordnermechanik eingenietet. Auch Ringbücher aus PP-Vollkunststoff können individuell bedruckt werden. Mögliche Druckvarianten sind: Sieb-, Offset- und Prägedruck.
Aus Spaltleder
Allgemein bestehen Ringbücher aus Graupappe und PVC-Kaschierung aus Spaltleder. Bei diesen Ringbüchern wird das Spaltleder auf die Graupappe geklebt. Die Graupappe besteht aus den drei Teilen Vorderdeckel, Rücken und Rückendeckel. Durch die Verklebung entstehen nun drei miteinander verbundene Teile. In diese Ringbuchdecke wird nun noch die passende Ringbuch- oder Ordnermechanik eingenietet. Für Werbezwecke kann man diese Ringbücher auch individuell bedrucken. Mögliche Druckvarianten sind: Siebdruck, Offsetdruck (bei hohen Stückzahlen) und Prägedruck.
Aus Leder, Vollrindleder und weiteren Lederarten
In der Nutzungsform der persönlichen Organizer bestehen die Ringbücher in der Regel aus Vollrindleder. Das Ringbuch besteht dann aus vielen einzelnen Teilen, die je nach Lederart bis zu 1,2 mm dick sein können. Damit das Ringbuch gefällig aussieht, werden die einzelnen Teile am Rand geschärft (d. h. dünner gemacht). Die Ecken werden „verlesen“, d. h. das Leder wird leicht geschuppt. Die Taschen auf der Innenseite des Ringbuches werden innen mit Hilfe eines dünnen, festen Stoffes ausgestattet: Moiré.
Es gibt im Handel DIN-A4-Ringbücher, bei denen auf dem Vorderdeckel oder auf allen drei Seiten außen eine oben offene Klarsichtfolie aufgeschweißt ist, um so das Einstecken von individuell bedruckten Blättern bzw. Papierstreifen zu ermöglichen.

## Ringsystem
Handelsüblich sind Ringbücher mit zwei bis sechs Ringen mit folgenden Lochabständen in Millimetern:
A4-Format
80-80-80 (4-Ring-System)
80   (klassisches 2-Ring-System wie beim Aktenordner)
Letter-Format (amerikanisch)
108-108 (3-Ring-System, siehe Bild)
DIN-A5 Format
19-19-70-19-19 (Time-System, Filofax, Succes)
19-19-51-19-19 (Tempus, Mullberry, Bind)
45-65-45   (klassisches 4-Ring-System)
Kleinere Formate
19-19-38-19-19
19-19-19-19-19
Ebenso gibt es entsprechende Lochermodelle zum Lochen der Blätter, die in die Ringbücher eingeheftet werden sollen.